# Dorinaldo Malafaia
Dorinaldo Barbosa Malafaia (Macapá, 23 de fevereiro de 1976) é um político brasileiro, filiado ao Partido Democrático Trabalhista (PDT), eleito para o cargo de Deputado Federal pelo Amapá e vice-líder do atual governo no Congresso.

## Biografia
Malafaia possui graduação em Licenciatura e Bacharelado em Enfermagem (2010) e Mestrado em Desenvolvimento Regional (2019) pela Universidade Federal do Amapá.
Candidatou-se em 2004, 2006, 2008, 2012 e 2014, porém foi eleito apenas em 2022, pelo PDT, com a votação de 11.473.
Em 12 de fevereiro de 2023, tornou público o aceite do convite do senador Randolfe Rodrigues para integrar a vice-liderança do governo no Congresso Nacional.